# Anne Fletcher
Pour les articles homonymes, voir Fletcher.
Anne Fletcher est une réalisatrice et chorégraphe américaine née le 1er mai 1966 à Détroit. Elle a aussi fait des apparitions dans quelques films.

## Biographie

### Jeunesse
Anne Fletcher naît à Détroit et grandit à Saint Clair Shores. Elle commence à prendre des cours de danse à l'âge de douze ans. Après la fin du lycée, elle emménage à Los Angeles et se fait remarquer dans le milieu de la danse. Elle commence à travailler au cinéma comme assistante chorégraphe dans des films comme The Mask, Titanic et Boogie Nights,.
Alors qu'elle est l'une des danseuses de la 62e cérémonie des Oscars, elle rencontre Adam Shankman, lui aussi danseur. Il travaille comme chorégraphe au cinéma et fait d'Anne Fletcher son assistante chorégraphe dans de nombreux films, puis lorsqu'il devient réalisateur, il l'engage comme chorégraphe principale pour certaines de ses réalisations, dont Un mariage trop parfait et Hairspray.
Elle travaille comme chorégraphe principale pour d'autres films à partir de l'année 2000, en commençant par American Girls de Peyton Reed.

### Carrière
D'abord danseuse puis chorégraphe, Anne Fletcher réalise son premier film, Sexy Dance, qui sort en 2006. Il révèle le comédien Channing Tatum et est considéré par Vanity Fair comme l'un des « meilleurs films de danse de tous les temps ». La réalisation du deuxième volet lui est proposé mais elle refuse, préférant se diversifier.
Sa deuxième réalisation est le film 27 robes, avec Katherine Heigl pour incarner le personnage principal. La comédie romantique sort en 2008.
Elle réalise ensuite le film La Proposition qui sort en 2009, avec Sandra Bullock et Ryan Reynolds comme têtes d'affiche. Ayant rapporté plus de 160 millions d'euros, il s'agit de la septième comédie romantique ayant eu le plus gros succès au box-office mondial.
Reese Witherspoon et Sofia Vergara partagent en 2015 l'affiche du film En cavale, road movie qu'Anne Fletcher réalise.
En décembre 2018, la plateforme Netflix sort le film musical Dumplin', réalisé par Anne Fletcher et adapté du livre du même nom (en) écrit par Julie Murphy (en). Danielle Macdonald y incarne Willowdean Dickson, une jeune fille de dix-sept ans fan de Dolly Parton qui s'inscrit au concours de beauté organisé par sa mère, jouée par Jennifer Aniston, pour protester contre les critères de beauté imposés par ces concours. Le film est co-produit par Jennifer Aniston et la bande originale (en) est signée Dolly Parton. Le single Girl in the Movies est nommé dans les catégories de la meilleure chanson originale lors de plusieurs cérémonies, dont les Golden Globes et les Critics' Choice Movie Awards.
En février 2019, la chaîne de télévision américaine NBC annonce qu'Anne Fletcher est choisie pour être co-productrice exécutive de la nouvelle série télévisée de Ben Queen (en), Heart of Life, ainsi que la réalisatrice du pilote.

## Filmographie
Sauf indication contraire, les informations mentionnées dans cette section peuvent être confirmées par la base de données cinématographiques IMDb,  présente dans la section « Liens externes ».

### Comme réalisatrice

#### Cinéma
- 2006 : Sexy Dance (Step Up)
- 2008 : 27 Robes (27 Dresses)
- 2009 : La Proposition (The Proposal)
- 2012 : Maman, j'ai raté ma vie (The Guilt Trip)
- 2015 : En cavale (Hot Pursuit)
- 2018 : Dumplin'
- 2022 : Hocus Pocus 2

#### Télévision
- 2010 : 82e cérémonie des Oscars (un segment)
- 2019 : This is Us (un épisode)
- 2019 : AJ and the Queen (un épisode)

### Comme chorégraphe

#### Chorégraphe
- 2000 : American Girls de Peyton Reed
- 2000 : Grosse Pointe (série télévisée)
- 2000 : Family Man de Brett Ratner
- 2001 : Un mariage trop parfait d'Adam Shankman
- 2001 : Monkeybone d'Henry Selick
- 2001 : La Trompette magique de Richard Rich
- 2001-2005 : Six Feet Under (série télévisée, huit épisodes)
- 2001 : C'est pas ma faute ! (série télévisée)
- 2001 : Sex Academy de Joel Gallen (en)
- 2002 : Orange County de Jake Kasdan
- 2002 : Showboy (en) de Lindy Heymann (en) et Christian Taylor (en)
- 2002 : Magic Baskets de John Schultz
- 2002 : The Master of Disguise de Perry Andelin Blake
- 2002 : Firefly (série télévisée, trois épisodes)
- 2003 : Amy (série télévisée)
- 2003 : Bronx à Bel Air d'Adam Shankman
- 2003 : Dans la grotte de Batman de Paul A. Kaufman (téléfilm)
- 2003 : Bye Bye Love de Peyton Reed
- 2003 : Dickie Roberts, ex enfant star de Sam Weisman
- 2003 : The Dan Show de John Pasquin (téléfilm)
- 2004 : Polly et moi de John Hamburg
- 2004 : Scooby-Doo 2 : Les monstres se déchaînent de Raja Gosnell
- 2005 : Baby-Sittor d'Adam Shankman
- 2005 : Princesse on Ice de Tim Fywell
- 2005 : Mi-temps au mitard de Peter Segal
- 2005 : Dan Finnerty & the Dan Band: I Am Woman de McG (émission de télévision)
- 2005 : 40 ans, toujours puceau de Judd Apatow
- 2006 : Sexy Dance d'elle-même
- 2007 : Walk Hard: The Dewey Cox Story de Jake Kasdan
- 2008 : Prop 8: The Musical d'Adam Shankman (court-métrage, co-chorégraphe)
- 2010 : American Trip de Nicholas Stoller
- 2011 : Happy Endings (série télévisée, un épisode)
- 2011 : Real Steel de Shawn Levy
- 2013-2014 : The Neighbors (série télévisée, deux épisodes)
- 2014 : Dragula de Frank Meli (court-métrage)

#### Assistante chorégraphe
- 1997 : Boogie Nights de Paul Thomas Anderson
- 1997 : Une vie moins ordinaire de Danny Boyle
- 1998 : Fourmiz d'Eric Darnell et Tim Johnson
- 1999 : Elle est trop bien de Robert Iscove
- 1999 : Première Sortie de Hugh Wilson
- 1999 : Escapade à New York de Sam Weisman
- 1999 : Allô, la police? de Hugh Wilson
- 2001 : Buffy contre les vampires (série télévisée, un épisode)
- 2002 : Arrête-moi si tu peux de Steven Spielberg
- 2004 : Catwoman de Pitof (coach en mouvements)
- 2007 : Hairspray d'Adam Shankman
- 2010 : 82e cérémonie des Oscars

### Comme danseuse ou figurante
- 1994 : La Famille Pierrafeu de Brian Levant
- 1994 : The Mask de Chuck Russell
- 1995 : Tank Girl de Rachel Talalay
- 1995 : Casper de Brad Silberling
- 1997 : George de la jungle de Sam Weisman
- 1997 : Boogie Nights de Paul Thomas Anderson
- 1997 : Titanic de James Cameron
- 1997 : Scream 2 de Wes Craven
- 1998 : Les Premiers Colons de Christopher Guest
- 1999 : Allô, la police? de Hugh Wilson
- 2000 : American Girls de Peyton Reed
- 2001 : Monkeybone d'Henry Selick
- 2002 : Le Temps d'un automne d'Adam Shankman
- 2002 : Chromiumblue.com (série télévisée, un épisode)
- 2003 : Bronx à Bel Air d'Adam Shankman
- 2004 : Catwoman de Pitof (coach en mouvements)
- 2005 : Baby-Sittor d'Adam Shankman
- 2006 : Sexy Dance d'elle-même
- 2007 : Hairspray d'Adam Shankman
- 2009 : La Proposition d'elle-même
- 2012 : Rock Forever d'Adam Shankman
- 2015 : En cavale d'elle-même

### Comme productrice
- 2001 : Un mariage trop parfait d'Adam Shankman (productrice associée)
- 2008 : Sexy Dance 2 de Jon Chu (productrice exécutive)